# La Trinidad (Córdoba)
La Trinidad, también llamado San Juan y Todos los Santos, es un barrio de la ciudad de Córdoba (España), perteneciente al distrito Centro. Está situado en zona oeste del distrito. Limita al norte y al este con el barrio de Centro Comercial; al sur, con el barrio de la Catedral; y al oeste, con el barrio de Huerta del Rey-Vallellano.

## Monumentos y lugares de interés
- Iglesia de la Santísima Trinidad
- Convento de San Roque
- Asilo de Jesús Crucificado
- Iglesia de San Juan de los Caballeros, y minarete califal
- Oratorio de San Felipe Neri
- Casa palacio de los Hoces o los Guzmanes (Archivo municipal)
- Palacio de los Duques de Hornachuelos ( Escuela de Artes)
- Palacio de los Venegas (S. XVI). Hoy Gobierno Militar.